# Йоханес Роте
Йоханес Роте(на немски: Johannes Rothe; * ок. 1360 в Кройцбург; † 5 май 1434 в Айзенах) е германски писател, поет, историк, каноник, свещеник и от 1384 до 1387 г. градски писар (notarius) на Айзенах в Тюрингия.
Той обработва сбирката от съдебни книги на град Айзенах в Тюрингия. През 1387 г. той е свещеник, 1394 г. викар и от 1412 г. каноник. През 1432 г. е признат училищен ръководител (scolasticus) на капитела.
Автор е на хроники, юридически произведения и църковна поезия. Сред творбите му са Градската хроника на Айзенах (Eisenacher Stadtchronik, ок. 1414), Хроника на Тюрингия (Thüringische Landeschronik, ок. 1418/1419) и завършената ок. 1421 г. Тюрингска световна хроника (Thüringische Weltchronik), която посвещава на ландграфиня Анна фон Шварцбург.. Тези произведения го правят „баща на тюрингската история“.
В Живота на Елизабет (Elisabethleben) той разказва в над 4000 стиха живота на ландграфиня Елисавета Унгарска (Елизабет фон Тюрингия).
В своето произведение Ritterspiegel той събира ученията за по-късните рицари.

## Издания
- Johannes Rothes Elisabethleben. Aufgrund des Nachlasses von Helmut Lomnitzer hrsg. von Martin J. Schubert und Annegret Haase (Deutsche Texte des Mittelalters 85). Berlin 2005.
- Johannes Rothe: Thüringische Landeschronik und Eisenacher Chronik. Hrsg. von Sylvia Weigelt (Deutsche Texte des Mittelalters 87). Berlin 2007.
- Johannes Rothe: Das Lob der Keuschheit. Hg. v. Hans Neumann (Deutsche Texte des Mittelalters 38). Berlin 1934.
- Johannes Rothe: Passion. Hg. v. Alfred Heinrich (Germanistische Abhandlungen 26). Breslau 1906.
- Johannes Rothe: Düringische Chronik des Johann Rothe (Thüringische Geschichtsquellen, 3), hg. von Rochus von Liliencron, Jena 1859. Reprint 2007, ISBN 978-3-938997-47-5 [= Weltchronik]
- Johannes Rothe: Thüringische Landeschronik und Eisenacher Chronik; hrsg. von Sylvia Weigelt; Deutsche Texte des Mittelalters, 87; Berlin: Akademie Verlag, 2007; ISBN 978-3-05-004406-4
- Johannes Rothe, Heinrich Clûzenêre. Ritterspiegel. Publicationen des litterischen Vereins in Stuttgart. Т. 53.   Stuttgart, 1860.
- Johannes Rothe. Der Ritterspiegel.   Berlin, Walter de Gruyter, 2009. ISBN 9783110217872.